# Giuliano Teatino
Giuliano Teatino est une commune de la province de Chieti dans les Abruzzes en Italie.

## Administration
| Période                                  | Période  | Identité      | Étiquette | Qualité |
| ---------------------------------------- | -------- | ------------- | --------- | ------- |
| 28 mai 2002                              | En cours | Dora Di Ciano | Centro    |         |
| Les données manquantes sont à compléter. |          |               |           |         |

### Hameaux
Madonna della Neve, San Cataldo, San Rocco.

### Communes limitrophes
Ari, Canosa Sannita, Miglianico, Tollo.